# Mentzelia scabra
Mentzelia scabra är en brännreveväxtart. Mentzelia scabra ingår i släktet Mentzelia och familjen brännreveväxter.

## Underarter
Arten delas in i följande underarter:
- M. s. atacamensis
- M. s. boliviana
- M. s. chilensis
- M. s. cordobensis
- M. s. grandiflora
- M. s. scabra